# 500 kilomètres d'Hockenheim FIA GT 1998
Navigation
Édition précédente Édition suivante
Les 500 kilomètres d'Hockenheim FIA GT 1998 (FIA GT Grand Touring Championship Hockenheim 500 1998), disputées le 28 juin 1998 sur le circuit d'Hockenheim, est la troisième manche du championnat FIA GT 1998.

## Course

### Classement de la course
Classement à l'issue de la course (vainqueurs de catégorie en gras), :
| Pos.   | Catégorie | N° | Écurie                                  | Pilotes                                                    | Châssis                     | Pneus | Tours |
| Pos.   | Catégorie | N° | Écurie                                  | Pilotes                                                    | Moteur                      | Pneus | Tours |
| ------ | --------- | -- | --------------------------------------- | ---------------------------------------------------------- | --------------------------- | ----- | ----- |
| 1      | GT1       | 1  | AMG Mercedes                            | Bernd Schneider Mark Webber                                | Mercedes-Benz CLK LM        | B     | 74    |
| 1      | GT1       | 1  | AMG Mercedes                            | Bernd Schneider Mark Webber                                | Mercedes-Benz M119 6.0L V8  | B     | 74    |
| 2      | GT1       | 2  | AMG Mercedes                            | Klaus Ludwig Ricardo Zonta                                 | Mercedes-Benz CLK LM        | B     | 74    |
| 2      | GT1       | 2  | AMG Mercedes                            | Klaus Ludwig Ricardo Zonta                                 | Mercedes-Benz M119 6.0L V8  | B     | 74    |
| 3      | GT1       | 3  | DAMS                                    | Éric Bernard David Brabham                                 | Panoz GTR-1                 | M     | 73    |
| 3      | GT1       | 3  | DAMS                                    | Éric Bernard David Brabham                                 | Ford (Roush) 6.0L V8        | M     | 73    |
| 4      | GT1       | 12 | Team Persson Motorsport                 | Marcel Tiemann Jean-Marc Gounon                            | Mercedes-Benz CLK GTR       | B     | 73    |
| 4      | GT1       | 12 | Team Persson Motorsport                 | Marcel Tiemann Jean-Marc Gounon                            | Mercedes-Benz M120 6.0L V12 | B     | 73    |
| 5      | GT1       | 15 | Davidoff Classic GTC Competition        | Geoff Lees Thomas Bscher                                   | McLaren F1 GTR              | G     | 72    |
| 5      | GT1       | 15 | Davidoff Classic GTC Competition        | Geoff Lees Thomas Bscher                                   | BMW S70 6.0L V12            | G     | 72    |
| 6      | GT1       | 7  | Porsche AG                              | Yannick Dalmas Allan McNish                                | Porsche 911 GT1-98          | M     | 72    |
| 6      | GT1       | 7  | Porsche AG                              | Yannick Dalmas Allan McNish                                | Porsche 3.2L Turbo Flat-6   | M     | 72    |
| 7      | GT1       | 6  | Zakspeed Racing                         | Michael Bartels Armin Hahne                                | Porsche 911 GT1-98          | P     | 72    |
| 7      | GT1       | 6  | Zakspeed Racing                         | Michael Bartels Armin Hahne                                | Porsche 3.2L Turbo Flat-6   | P     | 72    |
| 8      | GT2       | 51 | Viper Team Oreca                        | Pedro Lamy Olivier Beretta                                 | Chrysler Viper GTS-R        | M     | 69    |
| 8      | GT2       | 51 | Viper Team Oreca                        | Pedro Lamy Olivier Beretta                                 | Chrysler 8.0L V10           | M     | 69    |
| 9      | GT2       | 52 | Viper Team Oreca                        | Karl Wendlinger David Donohue                              | Chrysler Viper GTS-R        | M     | 68    |
| 9      | GT2       | 52 | Viper Team Oreca                        | Karl Wendlinger David Donohue                              | Chrysler 8.0L V10           | M     | 68    |
| 10     | GT1       | 8  | Porsche AG                              | Jörg Müller Uwe Alzen                                      | Porsche 911 GT1-98          | M     | 67    |
| 10     | GT1       | 8  | Porsche AG                              | Jörg Müller Uwe Alzen                                      | Porsche 3.2L Turbo Flat-6   | M     | 67    |
| 11     | GT2       | 57 | Roock Racing                            | Bruno Eichmann Sascha Maassen                              | Porsche 911 GT2             | Y     | 67    |
| 11     | GT2       | 57 | Roock Racing                            | Bruno Eichmann Sascha Maassen                              | Porsche 3.6L Turbo Flat-6   | Y     | 67    |
| 12     | GT2       | 56 | Roock Racing                            | Stéphane Ortelli Claudia Hürtgen                           | Porsche 911 GT2             | Y     | 67    |
| 12     | GT2       | 56 | Roock Racing                            | Stéphane Ortelli Claudia Hürtgen                           | Porsche 3.6L Turbo Flat-6   | Y     | 67    |
| 13     | GT2       | 60 | Elf Haberthur Racing                    | Michel Neugarten Gerd Ruch Marco Spinelli                  | Porsche 911 GT2             | G     | 66    |
| 13     | GT2       | 60 | Elf Haberthur Racing                    | Michel Neugarten Gerd Ruch Marco Spinelli                  | Porsche 3.6L Turbo Flat-6   | G     | 66    |
| 14     | GT2       | 62 | Stadler Motorsport                      | Uwe Sick Axel Röhr                                         | Porsche 911 GT2             | P     | 65    |
| 14     | GT2       | 62 | Stadler Motorsport                      | Uwe Sick Axel Röhr                                         | Porsche 3.6L Turbo Flat-6   | P     | 65    |
| 15     | GT2       | 65 | Konrad Motorsport                       | Toni Seiler Martin Stretton                                | Porsche 911 GT2             | D     | 64    |
| 15     | GT2       | 65 | Konrad Motorsport                       | Toni Seiler Martin Stretton                                | Porsche 3.6L Turbo Flat-6   | D     | 64    |
| 16     | GT2       | 96 | Proton Competition                      | Horst Felbermayr, Sr. Horst Felbermayr, Jr.                | Porsche 911 GT2             | P     | 64    |
| 16     | GT2       | 96 | Proton Competition                      | Horst Felbermayr, Sr. Horst Felbermayr, Jr.                | Porsche 3.6L Turbo Flat-6   | P     | 64    |
| 17     | GT2       | 61 | Elf Haberthur Racing                    | David Velay Eric Graham David Smadja                       | Porsche 911 GT2             | G     | 63    |
| 17     | GT2       | 61 | Elf Haberthur Racing                    | David Velay Eric Graham David Smadja                       | Porsche 3.6L Turbo Flat-6   | G     | 63    |
| 18     | GT2       | 98 | Cirtek Motorsport Saleen-Allen Speedlab | Mauro Casadei Andrea Garbagnati Angelo Zadra               | Saleen Mustang SR           | D     | 63    |
| 18     | GT2       | 98 | Cirtek Motorsport Saleen-Allen Speedlab | Mauro Casadei Andrea Garbagnati Angelo Zadra               | Ford 5.9L V8                | D     | 63    |
| 19     | GT1       | 27 | Parabolica Motorsport BBA Compétition   | Jean-Luc Maury-Laribière Patrick Caternet Steffen Widmann  | McLaren F1 GTR              | D     | 63    |
| 19     | GT1       | 27 | Parabolica Motorsport BBA Compétition   | Jean-Luc Maury-Laribière Patrick Caternet Steffen Widmann  | BMW S70 6.1L V12            | D     | 63    |
| 20     | GT2       | 66 | Konrad Motorsport                       | Franz Konrad Nick Ham                                      | Porsche 911 GT2             | D     | 62    |
| 20     | GT2       | 66 | Konrad Motorsport                       | Franz Konrad Nick Ham                                      | Porsche 3.6L Turbo Flat-6   | D     | 62    |
| 21     | GT2       | 76 | Seikel Motorsport                       | Gerhard Marchner Ernst Palmberger Renato Mastropietro (en) | Porsche 911 GT2             | P     | 59    |
| 21     | GT2       | 76 | Seikel Motorsport                       | Gerhard Marchner Ernst Palmberger Renato Mastropietro (en) | Porsche 3.6L Turbo Flat-6   | P     | 59    |
| 22     | GT1       | 11 | Team Persson Motorsport                 | Bernd Mayländer Christophe Bouchut                         | Mercedes-Benz CLK GTR       | B     | 55    |
| 22     | GT1       | 11 | Team Persson Motorsport                 | Bernd Mayländer Christophe Bouchut                         | Mercedes-Benz M120 6.0L V12 | B     | 55    |
| 23     | GT2       | 63 | Krauss Race Sports International        | Michael Trunk Bernhard Müller                              | Porsche 911 GT2             | D     | 53    |
| 23     | GT2       | 63 | Krauss Race Sports International        | Michael Trunk Bernhard Müller                              | Porsche 3.6L Turbo Flat-6   | D     | 53    |
| 24     | GT2       | 58 | Roock Sportsystem                       | André Ahrlé Ratanakul Prutirat                             | Porsche 911 GT2             | Y     | 53    |
| 24     | GT2       | 58 | Roock Sportsystem                       | André Ahrlé Ratanakul Prutirat                             | Porsche 3.6L Turbo Flat-6   | Y     | 53    |
| 25 NC  | GT2       | 74 | Paul Belmondo Racing                    | Marc Rostan Jacques Piattier Francis Werner                | Porsche 911 GT2             | P     | 41    |
| 25 NC  | GT2       | 74 | Paul Belmondo Racing                    | Marc Rostan Jacques Piattier Francis Werner                | Porsche 3.6L Turbo Flat-6   | P     | 41    |
| 26 DNF | GT2       | 70 | Marcos Racing International             | Harald Becker Cor Euser Christian Vann                     | Marcos LM600                | D     | 28    |
| 26 DNF | GT2       | 70 | Marcos Racing International             | Harald Becker Cor Euser Christian Vann                     | Chevrolet 5.9L V8           | D     | 28    |
| 27 DNF | GT1       | 5  | Zakspeed Racing                         | Alexander Grau Andreas Scheld                              | Porsche 911 GT1-98          | P     | 22    |
| 27 DNF | GT1       | 5  | Zakspeed Racing                         | Alexander Grau Andreas Scheld                              | Porsche 3.2L Turbo Flat-6   | P     | 22    |
| 28 DNF | GT2       | 53 | Chamberlain Engineering                 | Ni Amorim Gonçalo Gomes                                    | Chrysler Viper GTS-R        | D     | 12    |
| 28 DNF | GT2       | 53 | Chamberlain Engineering                 | Ni Amorim Gonçalo Gomes                                    | Chrysler 8.0L V10           | D     | 12    |
| 29 DNF | GT2       | 69 | Proton Competition                      | Patrick Vuillaume Gerold Ried                              | Porsche 911 GT2             | P     | 7     |
| 29 DNF | GT2       | 69 | Proton Competition                      | Patrick Vuillaume Gerold Ried                              | Porsche 3.6L Turbo Flat-6   | P     | 7     |
| DNS    | GT1       | 9  | Team Hezemans                           | Jan Lammers Mike Hezemans                                  | Bitter GT1                  | G     | –     |
| DNS    | GT1       | 9  | Team Hezemans                           | Jan Lammers Mike Hezemans                                  | Chrysler 8.0L V10           | G     | –     |
| DNS    | GT1       | 10 | Team Hezemans                           | Rainer Bonnetsmüller Manfred Jurasz Michael Fielder        | Bitter GT1                  | G     | –     |
| DNS    | GT1       | 10 | Team Hezemans                           | Rainer Bonnetsmüller Manfred Jurasz Michael Fielder        | Chrysler 8.0L V10           | G     | –     |
| DNS    | GT2       | 75 | Swiss Team Salamin                      | Bernard Schwach Max Cohen-Olivar                           | Porsche 911 GT2             | ?     | –     |
| DNS    | GT2       | 75 | Swiss Team Salamin                      | Bernard Schwach Max Cohen-Olivar                           | Porsche 3.6L Turbo Flat-6   | ?     | –     |